# Kohtume jälle
"Kohtume jälle" är den femte musiksingeln från den estniska sångaren Ott Lepland. 
Den släpptes i oktober 2010 som den första singeln från hans andra studioalbum Laulan ma sind. 
Låten är skriven av Kaspar Kalluste, Tarvi Kull och Taavi Paomets.